# Bandahatti, Malur
Bandahatti là một làng thuộc tehsil Malur, huyện Kolar, bang Karnataka, Ấn Độ.